# Christo Christow (Regisseur)
Christo Kostow Christow (bulgarisch Христо Костов Христов; * 11. April 1926 in Plowdiw; † 16. April 2007 in Sofia) war ein bulgarischer Filmregisseur und Drehbuchautor.

## Leben
Christow begann nach Beendigung des Medizinstudiums ein Regiestudium an der Theaterhochschule Sofia. Seit 1958 arbeitete er am Theater in Plowdiw, wo er u. a. die Stücke Optimistische Tragödie und Irkutsker Geschichte inszenierte. Mitte der 1960er Jahre ging er zu einem Spezialkurs an die Filmhochschule Moskau in der Sowjetunion und arbeitete im Mosfilm-Studio. Hier wirkte er als Assistent unter anderem bei Michail Romms Der gewöhnliche Faschismus (1965), bei Marlen Chuzijew und Andrei Michalkow-Kontschalowski.
In seine Heimat zurückgekehrt gab er sein Debüt als Drehbuchautor und Regisseur mit dem Film Die Altarwand (gemeinsam mit Todor Dinow). Für diesen Film erhielt er mehrere internationale Auszeichnungen. 1972 inszenierte er in einer Koproduktion mit der DDR und der UdSSR den Film über Georgi Dimitroff Amboß oder Hammer sein. In seinen nächsten Spielfilmen wandte er sich Gegenwartsthemen zu. Ab 1982 drehte er auch Filme und Mini-Serien für das Fernsehen. Christow war Vorsitzender des Verbandes der bulgarischen Filmschaffenden.

## Filmografie (Auswahl)
- 1969: Die Altarwand (Иконостасът)
- 1972: Amboß oder Hammer sein (Наковалня или чук / Наковальня или молот)
- 1974: Der letzte Sommer (Последно лято)
- 1974: Baum ohne Wurzeln (Дърво без корен)
- 1976: Cyklopat (Циклопът)
- 1979: Jenseits der Barriere (Бариерата)
- 1980: Der Lastwagen (Камионът)
- 1984: Gesprächspartner erwünscht (Събеседник по желание)
- 1985: Die Beurteilung (Характеристика)